# 3 mai
Pour les articles homonymes, voir Trois-Mai.
3 avril 3 juin
Chronologies thématiques
- Croisades
- Ferroviaires
- Sports
- Disney
- Anarchisme
- Catholicisme

Abréviations / Voir aussi
- (° 1852) = né en 1852
- († 1885) = mort en 1885
- a.s. = calendrier julien
- n.s. = calendrier grégorien
- Calendrier
- Calendrier perpétuel
- Liste de calendriers
- Naissances du jour

Le 3 mai est le 123e jour, moins souvent le 124e, de l'année du calendrier grégorien ; il en reste ensuite 242.
Son équivalent était généralement le 14e jour du mois de floréal du calendrier républicain ou révolutionnaire français, officiellement dénommé jour du chamérisier (une variété de chèvrefeuille).

## Événements

### XVIIesiècle
- 1616 : paix de Loudun entre la régente de France Marie de Médicis et le prince de Condé.
- 1645 : début du siège de Brno.

### XVIIIesiècle
- 1791 : promulgation d'une nouvelle constitution en Pologne.
- 1800 :
  - victoire de Claude Jacques Lecourbe, à la bataille de Stockach ;
  - victoire de Moreau, à la bataille d'Engen.

### XIXesiècle
- 1808 : 
  - les soldats français exécutent leurs prisonniers espagnols à Madrid, en représailles à la révolte du 2 mai. Cet événement inspirera le plus célèbre tableau Tres de mayo du peintre espagnol Francisco de Goya.
  - Pendant la guerre de Finlande, la forteresse de Suomenlinna, défendue par les troupes suédoises, se rend à une armée russe.
- 1814 : venant du château de Saint-Ouen, Louis XVIII fait son entrée dans Paris par la barrière Saint-Denis.
- 1815 :
  - naissance officielle de la Ville libre de Cracovie ;
  - les forces autrichiennes du maréchal Bianchi battent l'armée italienne menée par le roi de Naples Joachim Murat (bataille de Tolentino).
- 1859 : Napoléon III déclare son intention de libérer l'Italie « des Alpes à l'Adriatique » lors de sa campagne d'Italie.

### XXesiècle
- 1936 : victoire du Front populaire, aux élections législatives françaises.
- 1945 : naufrages du Cap Arcona, du Thielbek et du Deutschland, coulés par la R.A.F. dans la baie de Lübeck, en mer Baltique.
- 1957 : création de la fondation Anne Frank.
- 1975 : le Nimitz, le plus gros vaisseau de guerre au monde, est mis en service à Norfolk, en Virginie (États-Unis d'Amérique).
- 1976 : mise en liquidation de la fabrique d'horlogerie Lip, à Besançon[1].
- 1979 : Margaret Thatcher remporte les élections en Angleterre.
- 1982 : durant la guerre Iran-Irak, un avion du gouvernement algérien avec 14 personnes à bord, dont un ministre, est abattu par la chasse irakienne.
- 1984 : attentats d'Alfortville visant le mémorial du génocide arménien. 13 blessés dont 2 graves.

- 1999 : tornades sur l'Oklahoma, dont la plus importante frappe la banlieue sud d'Oklahoma City, avec l'intensité maximale de l'échelle de Fujita. Elle fait 36 morts et 1,1 milliard de dollars de dommages.

### XXIesiècle
- 2025 :
  - en Australie, le Parti travailliste du Premier ministre Anthony Albanese (photo) remporte les élections fédérales[2].
  - à Singapour, le Parti d'action populaire, au pouvoir depuis 1959, remporte les élections législatives[3].

## Arts, culture et religion
- 996 : élection du pape Grégoire V.
- 1324 : premier concours de poésie organisé par l'institution du Collège de la gaie science fondé l'année précédente à Toulouse et qui deviendra au XVIe siècle la Compagnie des Jeux floraux puis en 1694 l'Académie des jeux floraux après sa réforme par Louis XIV.
- 1837 : fondation de l'Université nationale et capodistrienne d'Athènes.

## Sciences et techniques
- 2002 : lancement du satellite SPOT 5 par la fusée Ariane 4.
- 2023 : annonce de la découverte de six nouveaux satellites naturels de Saturne : S/2020 S 1[4], qui appartient au groupe inuit, et S/2006 S 9[5], S/2004 S 40[6], S/2019 S 2[7], S/2019 S 3[8] et S/2020 S 2[9], qui appartiennent au groupe nordique. La découverte de S/2007 S 5, satellite du groupe nordique initialement annoncé le même jour sous la désignation erronée S/2007 S 4[10] (correspondant à Anthée), est de ce fait rétractée[11]

## Économie et société
- 1968 : la police fait évacuer la Sorbonne à Paris[12].
- 2006 :
  - séisme de 8,1 degrés sur l'échelle ouverte de Richter aux Tonga dans l'océan Pacifique.
  - Le terroriste Zacarias Moussaoui est condamné à la prison à perpétuité sans possibilité de remise de peine.
- 2007 : disparition de Madeleine McCann.
- 2016 : évacuation de 100 000 habitants menacés par d'importants feux de forêt dans le district de Fort McMurray au Canada.
- 2023 : en Serbie, une fusillade dans l'école Vladislav Ribnikar survient lorsqu'un élève a ouvert le feu sur les élèves et le personnel de l'établissement dans la municipalité de Vračar à Belgrade, tuant neuf personnes (huit élèves et un agent de sécurité). Le tireur présumé, qui a ensuite été identifié est âgé de 13 ans.

## Naissances

### VIIesiècle
- 612 : Constantin III, empereur byzantin († 25 mai 641).

### xiiiesiècle
- 1276 : Louis d'Évreux, comte d'Évreux († 19 mai 1319).

### XVesiècle
- 1428 : Pedro González de Mendoza, cardinal espagnol († 11 janvier 1495).
- 1469 : Nicolas Machiavel, homme politique, écrivain et philosophe italien († 21 juin 1527).

### XVIIesiècle
- 1632 : Marie-Catherine de Saint-Augustin, religieuse française, directrice de l’Hôtel-Dieu de Québec († 8 mai 1668).
- 1662 : Matthäus Daniel Pöppelmann, architecte allemand († 17 janvier 1736).
- 1678 : Amaro Pargo, corsaire espagnol († 4 octobre 1747).
- 1695 : Henri Pitot, ingénieur et inventeur français († 27 décembre 1771).

### XVIIIesiècle
- 1735 : Caspar Wolf, peintre suisse († 6 octobre 1783).

- 1741 : Pierre-Paul Botta, général de brigade français († 28 juillet 1795).
- 1748 : Emmanuel-Joseph Sieyès dit l'« abbé Sieyès », prêtre et politicien français († 20 juin 1836).
- 1764 :
  - Johann Wilhelm Meigen, entomologiste allemand († 11 juillet 1845).
  - Élisabeth de France, sœur du roi Louis XVI († 10 mai 1794).
- 1800 : Eugénie Desjobert, philanthrope française († 22 février 1880).

### XIXesiècle
- 1809 : Laurent-Guillaume de Koninck, paléontologue et chimiste belge († 16 juillet 1887).
- 1826 : Charles XV, roi de Suède et de Norvège († 18 septembre 1872).
- 1849 : Bernhard von Bülow homme politique et chancelier allemand († 28 octobre 1929).
- 1860 : Vito Volterra, mathématicien et physicien italien († 11 octobre 1940).
- 1871 : Emmett Dalton, braqueur de banque américain († 13 juillet 1937).
- 1873 : Ernesto Aurini, peintre, photographe, dessinateur et caricaturiste italien († 18 décembre 1947).
- 1874 : François Coty, fabricant de parfum français († 25 juillet 1934).
- 1876 : Adine Fafard-Drolet, cantatrice québécoise, fondatrice du premier conservatoire de musique de Québec († 31 janvier 1963).
- 1878 : Alfred Filuzeau, homme d'affaires français († 22 octobre 1962).
- 1879 : Thomas Saleh, prêtre maronite libanais, martyr, bienheureux († 28 février 1917).
- 1881 : François Albert-Buisson, magistrat, économiste, homme politique, historien et académicien français († 21 mai 1961).
- 1886 : Marcel Dupré, organiste et compositeur français († 30 mai 1971).
- 1889 : Georges Huisman, haut fonctionnaire et historien français († 28 décembre 1957).
- 1890 : Soma Morgenstern, écrivain autrichien († 17 avril 1976).
- 1892 : George Paget Thomson, physicien britannique, prix Nobel de physique 1937 († 10 septembre 1975).
- 1896 : Dodie Smith, romancière et dramaturge britannique († 24 novembre 1990).
- 1897 : William Joseph Browne (en), homme politique canadien († 10 janvier 1989).
- 1898 : Golda Meir, femme d'État israélienne, première ministre d'Israël de 1969 à 1974 († 8 décembre 1978).

### XXesiècle
- 1901 : Gino Cervi, acteur italien († 3 janvier 1974).
- 1902 : Alfred Kastler, physicien français, prix Nobel de physique en 1966 († 7 janvier 1984).
- 1903 : Bing Crosby, chanteur et acteur américain († 14 octobre 1977).
- 1906 :
  - Mary Astor, actrice américaine († 25 septembre 1987).
  - René Huyghe, écrivain, psychologue et philosophe de l’art français, conservateur du musée du Louvre († 5 février 1997).
- 1908 : Lucien Guervil, acteur français († 6 janvier 1997).
- 1911 : « Armillita Chico » (Fermín Espinosa Saucedo dit), matador mexicain († 5 septembre 1978).
- 1912 : Virgil Fox, organiste de concert américain († 25 octobre 1980).
- 1915 : Michele Cozzoli, compositeur, chef d'orchestre et arrangeur italien, connu notamment pour ses musiques de film († 31 août 1961)
- 1916 :
  - Pierre Emmanuel (Noël Mathieu dit), poète d'inspiration chrétienne et académicien français († 22 septembre 1984).
  - Léopold Simoneau, ténor québécois († 24 août 2006).
- 1917 :
  - Betty Comden, scénariste et parolière américaine († 23 novembre 2006).
  - Kiro Gligorov, homme d'État macédonien, ancien président de la Macédoine de 1991 à 1999 († 1er janvier 2012).
- 1919 : Pete Seeger, compositeur et chanteur folk américain († 27 janvier 2014).
- 1920 : John Lewis, pianiste de jazz américain († 29 mars 2001).
- 1921 : Sugar Ray Robinson (Walker Smith Jr dit), boxeur américain († 12 avril 1989).
- 1924 : Jane Morgan, chanteuse américaine.
- 1925 : Jean Séguy, sociologue des religions français († 11 septembre 2007).
- 1928 : Julien Guiomar, acteur français († 22 novembre 2010).
- 1929 : Berck, scénariste et auteur de bande dessinée belge († 28 décembre 2020).
- 1931 :
  - Aldo Rossi, architecte italien († 4 septembre 1997).
  - Vasiliy Rudenkov, athlète soviétique, champion olympique du lancer du marteau († 2 novembre 1982).
  - Edith Bruck, écrivaine italienne d'origine hongroise.
- 1933 :
  - James Brown, chanteur américain, un des créateurs de la musique soul († 25 décembre 2006).
  - Alex Cord, acteur américain († 9 août 2021).
  - Steven Weinberg, physicien américain, prix Nobel de physique en 1979 († 23 juillet 2021).
- 1934 :
  - Georges Moustaki, auteur-compositeur-interprète français († 23 mai 2013).
  - Frankie Valli, chanteur américain.
  - Bungo Yoshida, marionnettiste japonais († 16 janvier 2008).
- 1937 : Nélida Piñón, écrivaine brésilienne († 17 décembre 2022).
- 1940 : Bill Koch (en), homme d'affaires américain collectionneur de grands crûs de vins et vainqueur de la Coupe de l'América en 1992.
- 1942 : Věra Čáslavská, gymnaste tchécoslovaque, sept fois championne olympique († 30 août 2016).
- 1944 :
  - Raymond Cloutier, acteur québécois.
  - Hiram Keller (Hiram Keller Undercofler Jr. dit), acteur américain († 20 janvier 1997).
  - Yves Simon, chanteur et écrivain français.
  - Pete Staples (en), guitariste anglais du groupe The Troggs.
- 1945 : Davey Lopes (en), joueur et gérant de baseball américain.
- 1946 : Rabah Saâdane, entraîneur de l'équipe nationale d’Algérie.
- 1947 : Isabelle Mayereau, autrice, compositrice et interprète française de chansons.
- 1949 : Albert Sacco, Jr., astronaute américain.
- 1950 : Mary Hopkin, chanteuse galloise.
- 1951 :
  - Jan Krzysztof Bielecki, homme politique polonais.
  - Christopher Cross, chanteur et compositeur américain.
- 1952 :
  - Martin Bouygues, PDG du groupe Bouygues.
  - Jean Guidoni, auteur, compositeur, interprète français de chansons.
  - Allan Wells, athlète écossais, champion olympique sur 100 m.
- 1953 :
  - Bruce Hall (en), bassiste américain du groupe REO Speedwagon.
  - Stephen Warbeck, compositeur britannique de musiques de films.
- 1955 : Jean Lassalle, homme politique français, candidat aux présidentielles de 2017 et 2022.
- 1956 : 
  - Marc Bellemare, homme politique québécois.
  - Gillian Rolton, cavalière australienne, double championne olympique par équipe († 18 novembre 2017).
- 1957 :
  - Alain Côté, joueur de hockey sur glace canadien.
  - François Kermoal, journaliste.
  - Rod Langway, joueur de hockey sur glace américain né en Chine.
  - Marc Dugain, écrivain français.
- 1962 : Shakila une vocaliste et maître de la musique iranienne.
- 1964 : Ronald Hextall, joueur de hockey sur glace canadien.
- 1966 : 
  - Serge Faliu, acteur français de doublage
  - Agnès Desarthe (née Agnès Naouri), écrivaine française.
- 1968 : Amy Ryan, actrice américaine.
- 1970 :
  - Marie-Soleil Tougas, comédienne québécoise († 10 août 1997).
  - Ariel Hernández, boxeur cubain, champion olympique.
- 1971 :
  - Raïymbek Matraimov, homme politique, gestionnaire, homme d'affaires et philanthrope kirghiz, au centre d'un scandale politique du Kirghizistan moderne.
  - Nathalie Renoux, journaliste et animatrice de télévision française.
- 1972 : Karine Tuil, romancière française.
- 1975 :
  - Christina Hendricks, actrice américaine.
  - Dulé Hill, acteur américain.
- 1976 :
  - Alexander Gerst, spationaute allemand
  - Jeff Halpern, hockeyeur sur glace américain.
- 1977 :
  - Ryan Dempster, joueur de baseball canadien.
  - Maryam Mirzakhani, mathématicienne iranienne, Médaille Fields 2014 († 15 juillet 2017).
  - Gennaro Scarlato, footballeur italien.
  - Maria Magdalena Dumitrache, rameuse d'aviron roumaine, championne olympique.
- 1978 :
  - Paul Banks, chanteur anglais.
  - Patrice Bélanger, acteur québécois.
  - Manuel Lima, designer de l'information, auteur, conférencier et chercheur portugais.
- 1981 : Christophe Dettinger, boxeur français.
- 1982 : Stéphanie Pasterkamp, actrice française.
- 1983 : Myriam Fares, chanteuse libanaise.
- 1984 : Cheryl Burke (en), danseuse américaine.
- 1985 :
  - Ezequiel Lavezzi, footballeur argentin.
  - Meagan Tandy, top model et actrice américaine.
- 1986 : Pom Klementieff, actrice française
- 1988 :
  - Anders Lindbäck, hockeyeur sur glace suédois.
  - Ben Revere, joueur de baseball américain.
- 1989 :
  - Ralph Amoussou, acteur français.
  - Selah Sue, chanteuse belge.
  - Taylor Trensch (en), acteur américain.
- 1992 : Mélanie Clément, judokate française.
- 1993 : Abby Rakic-Platt (en), actrice anglaise.
- 1994 :
  - Gaëtan Laborde, footballeur français.
  - Jessica Sula, actrice galloise
- 1995 : Iliass Ayanou, joueur néerlandais de futsal.
- 1996 : 
  - Noah Munck, acteur américain.
  - Jack Rebours, coureur cycliste britannique.
  - Domantas Sabonis, basketteur lituanien.
- 1998 : Jonas Busam, footballeur allemand.

### XXIesiècle
- 2001 : Rachel Zegler, actrice américaine.
- 2003 : Anyme, streameur français.
- 2005 : Maxwell Jenkins, acteur américain.

## Décès

### XIIesiècle
- 1152 : Mathilde de Boulogne, comtesse de Boulogne de 1125 à 1146 et par mariage comtesse de Mortain, duchesse de Normandie et reine d'Angleterre (° v. 1103).

### XIIIesiècle
- 1211 : Guiraude de Lavaur, femme de la noblesse cathare, jetée dans un puits lors du siège de Lavaur.
- 1270 : Béla IV de Hongrie, roi de Hongrie (° 9 novembre 1206).
- 1294 : Jean Ier de Brabant, duc de Brabant, de Basse-Lotharingie et de Limbourg (° 1253).

### xivesiècle
- 1330 : Alexis II de Trébizonde, empereur de Trébizonde (° 1282).

### XVesiècle
- 1410 : Alexandre V, antipape, probablement assassiné (° 1340).
- 1481 : Mehmet II le Conquérant, empereur ottoman (° v. 1430).

### XVIesiècle
- 1589 : Jules de Brunswick-Wolfenbüttel, duc de Brunswick-Lunebourg (° 29 juin 1528).

### XVIIesiècle
- 1601 : Tiberio Cerasi, homme d'église romain (° 1544).
- 1693 : Claude de Rouvroy, favori du roi Louis XIII (° 16 août 1607).

### XVIIIesiècle
- 1707 : Michel de Swaen, poète et dramaturge flamand (° 20 janvier 1654).
- 1758 : Benoît XIV, pape (° 31 mars 1675).

### XIXesiècle
- 1856 : Adolphe Adam, compositeur français (° 24 juillet 1803).
- 1858 : Auguste Brizeux (Julien Pélage Auguste), poète romantique breton (° 12 septembre 1803).
- 1886 :
  - Isabella Braun, écrivaine allemande (° 12 décembre 1815).
  - Mary Ewing Outerbridge, joueuse de tennis américaine (° 9 mars 1852).

### XXesiècle
- 1903 : Pierre Cuzacq, géomètre et écrivain français (° 22 novembre 1830).
- 1912 : Marie-Léonie Paradis, religieuse et éducatrice canadienne (° 12 mai 1840).
- 1916 :
  - Tom Clarke, rebelle irlandais (° 1858).
  - Thomas MacDonagh, poète et rebelle irlandais (° 1878).
  - Patrick Pearse, professeur irlandais et chef rebelle (° 1879).
- 1925 : Clément Ader, ingénieur français précurseur de l'aviation moderne (° 2 avril 1841)
- 1932 : Charles Hoy Fort, écrivain américain et chercheur paranormal (° 9 août 1874).
- 1942 : Henri Labit, officier, résistant, compagnon de la Libération (° 30 septembre 1920).
- 1953 : Oldřich Blažíček, peintre austro-hongrois puis tchécoslovaque (° 5 janvier 1887).
- 1958 : Gérard de Lacaze-Duthiers, homme de lettres français (° 26 janvier 1876).
- 1961 : Maurice Merleau-Ponty, philosophe français (° 14 mars 1908).
- 1969 : Zakir Hussain, homme d'État indien, président de l'Inde de 1967 à 1969 (° 8 février 1897).
- 1971 : Alexandre Vialatte, écrivain français (° 22 avril 1901).
- 1972 : Bruce Cabot, acteur américain (° 20 avril 1904).
- 1987 :
  - Raymond Blais, comptable et homme d'affaires québécois, PDG du Mouvement Desjardins (° 1934).
  - Dalida (Iolanda Cristina Gigliotti dite), chanteuse française d'origine égyptienne et italienne (° 17 janvier 1933).
- 1989 : Cheikh Abbas (Abbas Bencheikh dit), diplomate, ouléma et homme de lettres algérien (° 1912).
- 1991 :
  - Jerzy Kosiński, écrivain américain d'origine polonaise (° 18 juin 1933).
  - Mohammed Abdel Wahab, chanteur et compositeur égyptien (° 7 mars 1907).
- 1992 : George Murphy, danseur, acteur et homme politique américain (° 4 juillet 1902).
- 1993 : Robert De Niro, peintre américain et père de l'acteur homonyme (° 17 janvier 1922).
- 1994 : Janine Mignolet, actrice québécoise (° 6 décembre 1928).
- 1996 :
  - Hermann Kesten, écrivain allemand (° 28 janvier 1900).
  - Jack Weston, acteur américain (° 21 août 1924).
- 1997 :
  - Sébastien Enjolras, pilote de course français (° 4 avril 1976).
  - Narciso Yepes, guitariste espagnol (° 14 novembre 1927).
- 1999 :
  - Joe Adcock, joueur de baseball américain (° 30 octobre 1927).
  - Steve Chiasson, défenseur de hockey sur glace canadien (° 14 avril 1967).
- 2000 : John Joseph O'Connor, cardinal américain, archevêque de New York (° 15 janvier 1920).

### XXIesiècle
- 2001 : Billy Higgins, batteur de jazz américain (° 11 octobre 1936).
- 2002 : Ievgueni Svetlanov, pianiste, chef d’orchestre et compositeur russe (° 6 septembre 1928).
- 2003 : Germaine Willard, historienne française (° 1er janvier 1921).
- 2006 : Karel Appel, peintre néerlandais (° 25 avril 1921).
- 2007 :
  - Leonard Eron, psychologue américain, connu pour ses travaux sur l'influence de la violence à la télévision sur les enfants (° 22 avril 1920).
  - Disparition de Madeleine McCann.
  - Walter Schirra, astronaute américain (° 12 mars 1923).
- 2008 : Leopoldo Calvo-Sotelo, homme politique espagnol, ancien président du gouvernement d'Espagne en 1981 - 1982 (° 14 avril 1926).
- 2009 : Renée Morisset, pianiste québécoise (° 13 juin 1928).
- 2011 :
  - Robert Brout, physicien belge (° 14 juin 1928).
  - Jackie Cooper, acteur, réalisateur et producteur américain (° 15 septembre 1922).
  - Abel Fernández, acteur américain (° 14 juillet 1930).
  - Jean-Luc Le Ténia, chanteur français (° 3 juin 1975).
- 2012 : Felix Werder, compositeur australien d'origine allemande (° 24 février 1922).
- 2013 : Marc Simoneau, animateur de radio en sport et homme politique canadien (° 19 septembre 1940).
- 2021 : Michèle Léridon, journaliste française à l'Agence France Presse puis au Conseil supérieur de l'audiovisuel de 2019 à cette mort (° 10 novembre 1958).
- 2022 : Meda Mládková, collectionneuse d'art tchèque (° 1919).
- 2024 :
  - Daniel Blanchard, écrivain français (° 3 mai 1934).
  - Mayotte Bollack, philologue classique française (° 1er décembre 1928).
  - Géraldine Carré, journaliste, animatrice de radio et de télévision, et chroniqueuse française (° 15 septembre 1969).
  - Jean-Noël Fenwick, auteur dramatique, scénariste, metteur en scène et comédien français (° 6 décembre 1950).
  - Paul-Henry Gendebien, homme politique belge (° 9 juillet 1939).
  - László Hammerl, tireur sportif hongrois (° 15 février 1942).
  - Helmut Howiller, judoka est-allemand puis allemand (° 27 juin 1943).
  - Imerio Massignan, coureur cycliste italien (° 2 janvier 1937).
  - Dick Rutan, aviateur américain (° 1er juillet 1938).
- 2025 :
  - Pierre Audi, metteur en scène, directeur artistique, directeur de théâtre et d'opéra libano-britannique (° 9 novembre 1957).
  - Sajid Mir, homme politique pakistanais (° 2 octobre 1938).
  - Paul Van Hoeydonck, sculpteur belge (° 8 octobre 1925).

## Célébrations

### Internationales
- Journée mondiale de la liberté de la presse[13] depuis 1994, par décision 48/432 prise en 1993 par l'Assemblée générale des Nations unies à New York.

### Nationales
- Eire (Irlande, Union européenne à zone euro), Royaume-Uni : prolongation de la fête du travail du 1er mai[14].
- Espagne (Union européenne à zone euro) et dans plusieurs pays d'Amérique hispanique : Cruz de Mayo (es), festivités sur le thème de la Vraie Croix, maintenues dans quelques villes et pays malgré le déplacement officiel de cette célébration de l'exaltation de la Sainte-Croix au 14 septembre (fête religieuse comme ci-après).
- Honduras : jour des architectes[15].
- Israël : commémoration du jour de son indépendance vis-à-vis du mandat de l'ONU délégué aux Britanniques, selon cette dernière.
- Japon : Kenpō kinen bi (fête de la Constitution).
- Lituanie (Union européenne à zone euro) : fête de la Constitution.[réf. nécessaire]
- Pologne (Union européenne) : fête de la Constitution du 3 mai 1791.
- Toulouse (France et Union européenne à zone euro) : concours de poésie de l'Académie des jeux floraux.

### Fantaisiste / poétique
- Discordianisme : Discoflux marqué, ce 50e jour du mois de Discorde dans le calendrier discordien.

### Religieuses
- Journée internationale de prière pour les vocations[16].
- Christianisme : recouvrement de la Croix par sainte Hélène (mère de Constantin) en 326, fête célébrée par l'Église catholique (de rite gallican mais voir ci-avant en Espagne etc., et les 14 septembre voire 21 mai et 18 août).

### Saints des Églises chrétiennes

#### Saints des Églises catholiques et orthodoxes
Référencés ci-après in fine, :
- Æthelwine († vers 700), évêque de Lindsey en Angleterre.
- Alexandre († 115), 6e pape de 105 à 115, martyr à Rome sous Hadrien avec les deux prêtres Évence et Théodule.
- Alexandre d'Écosse († XIIe siècle), bienheureux roi devenu moine.
- Ansfrid d'Utrecht († 1008) ou Aufroi, évêque d'Utrecht.
- Conlaède de Kildare († 325), 1er évêque de Kildare, ami de sainte Brigitte d'Irlande.
- Flovier († VIIe siècle), martyr à Châtillon-sur-Indre.
- Jacques d'Alphée († Ier siècle) dit Jacques le Mineur, fils d'Alphée et l'un des douze Apôtres du Christ (à ne pas confondre avec saint Jacques le majeur les 25 juillet, fils de Zébédée et frère de saint-Jean).
- Juvenal de Narni († 376), 1er évêque de Narni.
- Philippe († Ier siècle), un autre des douze Apôtres du Christ.
- Philippe de Zell (de) († 750), prêtre à Zellertal.
- Pierre d'Argos († 990), évêque d'Argos qui défendit les canons de l'Église lors de la querelle de la tétragamie.
- Séverine († IIe siècle), dame romaine qui ensevelit le pape Alexandre.
- Timothée de Thèbes († 286), lecteur et Maure son épouse, martyrs à Thèbes lors de la persécution de l'empereur romain Dioclétien.
- Violette de Vérone († Ier siècle), vierge et martyre à Vérone.

#### Saints et bienheureux des Églises catholiques
Référencés ci-après in fine :
- Adam de Cantalupo († XIe siècle), ermite à Cantalupo in Sabina.
- Alexandre Vincioli († 1363), franciscain, évêque de Nocera Umbra.
- Edoardo Giuseppe Rosaz († 1903), bienheureux évêque de Suse, fondateur des franciscaines missionnaires de Suse.
- Émilie Bicchieri († 1314), bienheureuse religieuse italienne sœur dominicaine.
- Etienne Douayhy († 1704), bienheureux libanais Patriarche maronite.
- Marie-Léonie Paradis († 1912), bienheureuse religieuse canadienne fondatrice des petites sœurs de la sainte-Famille.
- Stanislas Kazimierczyk († 1489), religieux polonais chanoine régulier du Latran à Kazimierz.
- Thomas d'Olera († 1631), bienheureux frère mineur capucin italien, précurseur de la dévotion au Sacré-Cœur.
- Zacharie de Alenquer (pt) († 1226), franciscain que saint François d'Assise envoya au Portugal.

#### Saints orthodoxes
aux dates parfois "juliennes" / orientales :
- Ahmed le Calligraphe († 1682), scribe turc du sultan, converti au Christ, martyr à Constantinople.
- Théodose des Grottes de Kiev († 1074), higoumène de la Laure des Grottes de Kiev et fondateur du monachisme cénobitique en Ukraine, Russie et Biélorussie.

### Prénoms du jour
Bonne fête aux :
- Jacques & Jakez, Jégo, Jégou, James, Jack, Giacomo, Jaime voire Jacqueline des 8 février, outre les 25 juillet majeurs ;
- aux Philippe & Fulup, Philip(p), F(i)lip(p)o, Felipe voire Philippine, Philip(p)ina, Pina, etc.

Et aussi aux :
- aux Alexandre et ses variantes : Alec, Aleck, Alejandro, Alessandro, Alex, Alexander, Alick, Alistair, Alastair, Alister, Sandro, Xander voire leurs formes féminines (fête majeure les 22 avril).
- Aux Ewen et ses dérivés aussi bretons : Evan, Even, Ewan, Ewon, Iwen, Uwan, etc. (sinon Erwan les 19 mai ?).
- Aux Juvénal,
- Théodose & Théodosa, T(h)eodosa.

## Traditions et superstitions

### Dictons
Période des saints cavaliers antérieure à celle des saints de glace propice elle aussi aux dictons météorologiques empiriques :
- « Les châtaigniers pour porter, doivent faire ombre le 3 mai. »[20],[21]
- « Lorsqu'il pleut le 3 mai, point de noix au noyer. »[22]
- « S’il pleut le premier mai, peu de coings, s’il pleut le deux, ils sont véreux, s’il pleut le trois, il n’y en a pas. »[20]

Pour la saint-Philippe :
- « Quand il pleut à la saint-Philippe, le pauvre n'a pas besoin du riche. »[23] (dicton de Charente)
- « Quand il pleut à la saint-Philippe, n'apprête (ou remise) ni tonneau ni pipe. »[20],[24]

Pour la saint-Jacques (le mineur) :
- « Des glands sera votre porc dépouillé, si pour la saint-Jacques votre toit est mouillé. »[20]
- « Saint-Jacques, à la pomme, à la poire, donne le sel et le poivre. »[25]
- « Si Saint Jacques l'apôtre pleure, bien peu de glands il demeure. »[26]

Pour l'ancienne Vraie Croix / Sainte Croix (voir aujourd'hui les 14 septembre) :
- « À la sainte-Croix, on sème les pois. »[20]
- « À la sainte-Croix, semailles partout. »[20]
- « Georget [23 avril], Marquet [25 avril], Vitalet [28 avril] et Croiset (anciennement ce 3 mai), s'ils sont beaux, font du bon vin. »[27],[28]
- « La sainte(-)Croix emporte ou laisse tout. »[20]
- « Pluie de la Croix, disette de noix. »[29]
- « Qui n'a pas semé à la sainte-Croix, au lieu d'un grain en mettra trois. »[20]
- « Sème haricots à la sainte-Croix, t’en aura guère que pour toi, sème les à la saint-Gengoult [11 mai], on t’en donnera beaucoup, sème les à la saint-Didier [23 mai], pour un t’en aura un millier. »[20]

### Astrologie
- Signe du zodiaque : 13e jour du signe astrologique du Taureau.

## Toponymie
- Les noms de plusieurs voies, places, sites ou édifices de pays ou régions francophones contiennent cette date sous diverses graphies : voir Trois-Mai .